# Listă de filme de acțiune din 2007
Aceasta este o listă de filme de acțiune din 2007:
| Titlu                                     | Regizor                          | Actori                                                    | Țară                                                                               | Sub-Gen/Note     |
| ----------------------------------------- | -------------------------------- | --------------------------------------------------------- | ---------------------------------------------------------------------------------- | ---------------- |
| 300                                       | Zack Snyder                      | Gerard Butler, Lena Headey, Dominic West                  | Statele Unite ale Americii                                                         | [ 1 ]            |
| Aliens vs. Predator: Requiem              | Colin Strause, Greg Strause      | Steven Pasquale, Reiko Aylesworth, John Ortiz             | Statele Unite ale Americii                                                         | [ 2 ]            |
| Black Belt                                | Shunichi Nagasaki                | Akihito Yagi, Tatsuya Naka, Yuji Suzuki                   | Spania · Japonia                                                                   | [ 3 ]            |
| The Bourne Ultimatum                      | Paul Greengrass                  | Matt Damon, Julia Stiles, David Strathairn                | Statele Unite ale Americii                                                         | [ 4 ]            |
| The Condemned                             | Scott Wiper                      | "Stone Cold" Steve Austin, Vinnie Jones                   | Statele Unite ale Americii                                                         | [ 5 ]            |
| Eye in the Sky                            | Yau Nai-hoi                      | Simon Yam, Tony Leung Kar-Fai, Kate Tsui                  | Coreea de Sud · Hong Kong                                                          | [ 6 ]            |
| Fantastic Four: Rise of the Silver Surfer | Tim Story                        | Ioan Gruffudd, Jessica Alba, Chris Evans                  | Statele Unite ale Americii                                                         | [ 7 ]            |
| Flash Point                               | Wilson Yip                       | Donnie Yen, Louis Koo, Collin Chou                        | Hong Kong · Republica Populară Chineză                                             | [ 8 ]            |
| Ghost Rider                               | Mark Steven Johnson              | Nicolas Cage, Eva Mendes, Wes Bentley                     | Statele Unite ale Americii                                                         | [ 9 ]            |
| Hitman                                    | Xavier Gens                      | Timothy Olyphant, Dougray Scott, Olga Kurylenko           | Statele Unite ale Americii                                                         | [ 10 ]           |
| Hot Fuzz                                  | Edgar Wright                     | Simon Pegg, Nick Frost, Timothy Dalton                    | Regatul Unit al Marii Britanii și al Irlandei de Nord                              | acțiune, comedie |
| Invisible Target                          | Benny Chan                       | Nicholas Tse, Shawn Yue, Jaycee Chan                      | Hong Kong · Republica Populară Chineză                                             | [ 12 ]           |
| Kill Buljo                                | Tommy Wirkola                    | Natasha Angel Dahle, Orjan Gamst, Stig Frode Henriksen    | Norvegia                                                                           | acțiune, comedie |
| The King of the Mountain                  | Gonzalo Lopez-Gallego            | Leonardo Sbaraglia, Maria Valverde, Thomas Riordan        | Spania                                                                             | acțiune thriller |
| Lady Ninja Kasumi                         | Hiroyuki Kawasaki                | Mai Nadasaka, Yume Imano, Miyoko Sakura                   | Japonia                                                                            | [ 15 ]           |
| Live Free or Die Hard                     | Len Wiseman                      | Bruce Willis, Timothy Olyphant, Justin Long               | Statele Unite ale Americii                                                         | [ 16 ]           |
| Planet Terror                             | Robert Rodriguez                 | Rose McGowan, Freddy Rodriguez, Josh Brolin               | Statele Unite ale Americii                                                         | acțiune thriller |
| Postal                                    | Uwe Boll                         | Zack Ward, Dave Foley, Chris Coppola                      | Canada · Germania · Statele Unite ale Americii                                     | [ 18 ]           |
| The Rebel                                 | Charlie Nguyen                   | Johnny Tri Nguyen, Ngo Thanh Van, Dustin Nguyen           | Vietnam · Thailanda                                                                | [ 18 ]           |
| Redline                                   | Andy Cheng                       | Nathan Phillips, Nadia Bjorlin                            | Statele Unite ale Americii                                                         | [ 19 ]           |
| Rise of the Footsoldier                   | Julian Gilbey                    | Ricci Harnett                                             | Regatul Unit al Marii Britanii și al Irlandei de Nord                              | [ 20 ]           |
| Rush Hour 3                               | Brett Ratner                     | Chris Tucker, Jackie Chan, Hiroyuki Sanada                | Statele Unite ale Americii                                                         | [ 21 ]           |
| Seraphim Falls                            | David Von Ancken                 | Liam Neeson, Pierce Brosnan                               | Statele Unite ale Americii · Regatul Unit al Marii Britanii și al Irlandei de Nord | [ 22 ]           |
| Shoot 'Em Up                              | Michael Davis                    | Clive Owen, Paul Giamatti, Monica Bellucci                | Statele Unite ale Americii                                                         | [ 23 ]           |
| Spider-Man 3                              | Sam Raimi                        | Tobey Maguire, Kirsten Dunst, James Franco                | Statele Unite ale Americii                                                         | [ 24 ]           |
| TMNT                                      | Kevin Munroe                     | Chris Evans, Sarah Michelle Gellar, Patrick Stewart, Mako | Statele Unite ale Americii · Hong Kong                                             | [ 25 ]           |
| Transformers                              | Michael Bay                      | Shia LaBeouf, Megan Fox, Josh Duhamel                     | Statele Unite ale Americii                                                         | [ 26 ]           |
| Triangle                                  | Tsui Hark, Ringo Lam, Johnnie To | Louis Koo, Simon Yam, Sun Hong-Lei                        | Republica Populară Chineză · Hong Kong                                             | [ 27 ]           |
| Twins Mission                             | Kong Tai Hoi                     | Sammo Hung, Charlene Cho, Gillian Chung                   | Hong Kong · Republica Populară Chineză                                             | [ 28 ] [ 29 ]    |
| Until Death                               | Simon Fellows                    | Jean-Claude Van Damme                                     | Statele Unite ale Americii                                                         | [ 30 ]           |
| War                                       | Phillip Atwell                   | Jet Li, Jason Statham, John Lone                          | Statele Unite ale Americii                                                         | [ 31 ]           |
| The Warlords                              | Peter Chan                       | Jet Li, Andy Lau, Takeshi Kaneshiro                       | Republica Populară Chineză · Hong Kong                                             | [ 32 ]           |